# Rieux-Volvestre
Rieux-Volvestre (từ năm June 2009, tên cũ Rieux) là một xã thuộc tỉnh Haute-Garonne trong vùng Occitanie tây nam nước Pháp. Xã này nằm ở khu vực có độ cao trung bình 236 mét trên mực nước biển.